# Gundam Neo Experience 0087 : Green Divers
Gundam Neo Experience 0087 : Green Divers (ガンダム新体験―００８７―グリーンダイバーズ, Gandamu shin taiken 0087 : Gurīn daibāzu) est un moyen métrage proche du format IMAX/Omnimax (ici projeté sur trois écrans en même temps) sorti au Japon le 10 août 2001 dans les cinémas adaptés,. Le film n’a jamais été commercialisé à l’étranger. 

## Synopsis
Gundam Neo Experience 0087 : Green Divers raconte une histoire parallèle à Mobile Suit Zeta Gundam, plus précisément vers la fin de conflit de Gryps, lors de la guerre entre l’AEUG et les Titans en l’an U.C. 0087. Les héroïnes sont deux jeunes filles, Asagi et Takuya Briggs, qui sont prises par hasard dans un affrontement de mobile suits et sont sauvées par le célèbre pilote Amuro Ray aux commandes d’un Zeta Gundam. 

## Fiche technique
Cette fiche se base sur les informations fournies par Anime News Network et l’IMDb.
- Origine :  Japon
- Sortie : 10 août 2001
- Durée : 23 minutes

Réalisation
- Idée originale : Hajime Yatate et Yoshiyuki Tomino
- Réalisateur : Tomomi Mochizuki
- Scénario : Hiroshi Ōnogi
- Conception des personnages : Haruhiko Mikimoto
- Conception des mechas : Kazumi Fujita et Kunio Okawara
- Studio : Sunrise

Doublage
- Miki Nagasawa : Asagi Briggs
- Nao Nagasawa : Takuya Briggs
- Tōru Furuya : Amuro Ray
- Jun Fukuyama : Jack Beard
- Juurouta Kosugi : narrateur